# Jingneta foliiformis
Espèce
Synonymes
- Leptoneta foliiformis Tong & Li, 2008

Jingneta foliiformis est une espèce d'araignées aranéomorphes de la famille des Leptonetidae.

## Distribution
Cette espèce est endémique de Chine. Elle se rencontre dans la municipalité de Pékin dans le district de Fangshan sur le mont Shangfang dans la grotte Yunshui et au Hebei dans le xian de Mancheng à Caojiayu dans la grotte Caoxian.

## Description
Les mâles mesurent de 1,42 à 1,99 mm et les femelles de 1,65 à 1,95 mm.

## Systématique et taxinomie
Cette espèce a été décrite sous le protonyme Leptoneta foliiformis par Tong et Li en 2008. Elle est placée dans le genre Jingneta par Wang, Li et Zhu en 2020.

## Publication originale
- Tong & Li, 2008 : « Six new cave-dwelling species of Leptoneta (Arachnida, Araneae, Leptonetidae) from Beijing and adjacent regions, China. » Zoosystema, vol. 30, p. 371-386 (texte intégral).